# Teresa Batista stanca di guerra
Teresa Batista stanca di guerra (titolo orig. Tereza Batista Cansada de Guerra) è un romanzo dello scrittore brasiliano Jorge Amado, scritto a Bahia nel 1972 e pubblicato nello stesso anno dall'editore Martins di São Paulo. 
È stato tradotto in tedesco, arabo, coreano, slovacco, sloveno, spagnolo, francese, greco, ebraico, olandese, inglese, italiano, norvegese, polacco e turco.

## Trama
Il romanzo non segue sempre l'ordine cronologico degli eventi, ma utilizza frequentemente la figura retorica dell'analessi. Protagonista è Teresa, bellissima, coraggiosa e appassionata mulatta dalla vita durissima (la "guerra" del titolo) costretta spesso dalla povertà ad esercitare come prostituta. L'io narrante, e in questo caso cantastorie, è Amado stesso. All'inizio del libro Teresa si trova ad Aracaju (capitale dello stato di Sergipe) dove cerca di affermarsi come sambista da cabaret; qui nel corso di una rissa conosce e si innamora di Juanario Gereba, un marinaio da cui però le circostanze la separano. Seguono alcuni episodi di flashback; orfana di padre e madre, ancora impubere, viene venduta dalla zia al terribile Capitano Justiniano Duarte da Rosa, che ne fa la sua schiava sessuale. Qualche tempo dopo conosce un ragazzo seducente ma egoista, Daniel, per amore del quale sfida l'ira del capitano e finisce per ucciderlo. Viene salvata dalla prigione dal ricco e anziano fazendeiro Emiliano Guedes che ne fa la sua mantenuta, la istruisce e le fa capire i veri valori della vita. Ma perde anche lui quando le muore fra le braccia. 
Un episodio (cronologicamente collocato dopo quello iniziale) è organizzato per brevi capitoletti con i capolettera in ordine alfabetico (secondo una prassi in uso nelle storie scritte, pubblicate e raccontate dai cantastorie brasiliani). Si chiama infatti "L'abc del vaiolo nero" e racconta che Teresa, triste per la perdita di Janu, ha seguito un giovane medico in un paesino del sertão e qui resta coinvolta in un'epidemia di vaiolo e si prodiga per combatterlo. 
Infine nell'episodio finale e più lungo Teresa, arrivata a Salvador de Bahia, senza più speranza di rivedere Janu, morto in mare (ma si tratta di una falsa notizia e il marinaio ritornerà alla fine), preferisce tornare a fare la prostituta per non essere costretta a simulare affetto al protettore di turno. Proprio a questo punto la corrotta amministrazione cittadina organizza il trasloco dei bordelli, dal centro in certe case periferiche, fatiscenti e malsane, di proprietà di un politico locale che spera così di farle fruttare e contemporaneamente acquisire meriti morali presso l'opinione pubblica. Allora Teresa organizza uno sciopero delle prostitute, che diventa una sarabanda corale in cui entrano il mondo dei bassifondi di Bahia, gli orixas, gli scontri con la polizia e una nave americana carica di militari giunta proprio allora nel porto.

## Adattamenti
Il romanzo ha avuto un adattamento televisivo, una miniserie per l'emittente Rede Globo.
Il cantautore Massimiliano D'Ambrosio ha dedicato una canzone a Teresa Batista inserita nell'album Cuore di ferro

## Edizioni italiane
- Teresa Batista stanca di guerra, traduzione di Giuliana Segre Giorgi, Collana Supercoralli, Torino, Einaudi, 1975-1988. - Milano, CDE, 1976; Collana ETascabili n.1, Einaudi, 1989-2021; Collana I MITI n.99, Milano, Mondadori, 1998.